# Фрідріх-Вільгельм фон Шапп'юї
Фрідріх-Вільгельм фон Шапп'юї (нім. Friedrich-Wilhelm von Chappuis; 13 вересня 1886, Шубін — 27 квітня 1942, Магдебург) — німецький офіцер, генерал піхоти вермахту. Кавалер Лицарського хреста Залізного хреста.

## Біографія
Виходець із давнього знатного роду французького походження. Син чиновника Германа фон Шапп'юї. 6 березня 1906 року поступив на службу в гвардійський гренадерський полк №5 Прусської армії. Учасник Першої світової війни. Після війни був членом фрайкору, з жовтня 1919 року продовжив службу в рейхсвері.
З 1934 року — командир 5-го (прусського) піхотного полку. З 1 квітня 1938 року — начальник генштабу 14-го армійського корпусу. З 6 жовтня 1939 року — командир 15-ї піхотної дивізії, з 12 серпня 1940 року — 16-ї піхотної дивізії, з 15 березня 1941 року — 38-го армійського корпусу. Учасник німецько-радянської війни. 24 квітня 1942 року відправлений у резерв фюрера. Шапп'юї сприйняв це як крах своєї кар'єри і в розпачі застрелився.

## Звання
- Фенріх (6 березня 1906)
- Лейтенант (27 січня 1907)
- Оберлейтенант (19 червня 1914)
- Гауптман (24 липня 1915)
- Майор (1 лютого 1928)
- Оберстлейтенант (1 лютого 1933)
- Оберст (1 жовтня 1934)
- Генерал-майор (1 квітня 1938)
- Генерал-лейтенант (1 січня 1940)
- Генерал піхоти (1 квітня 1941)

## Нагороди
- Залізний хрест 2-го і 1-го класу
- Королівський орден дому Гогенцоллернів, лицарський хрест з мечами
- Хрест «За військові заслуги» (Австро-Угорщина) 3-го класу з військовою відзнакою
- Нагрудний знак «За поранення» в чорному
- Орден Святого Йоанна (Бранденбург), почесний лицар
- Пам'ятна військова медаль (Австрія) з мечами
- Пам'ятна військова медаль (Угорщина) з мечами
- Почесний хрест ветерана війни з мечами
- Медаль «За вислугу років у Вермахті» 4-го, 3-го, 2-го і 1-го класу (25 років)
- Застібка до Залізного хреста
  - 2-го класу (22 вересня 1939)
  - 1-го класу (4 жовтня 1939)
- Лицарський хрест Залізного хреста (15 серпня 1940)
- Медаль «За зимову кампанію на Сході 1941/42»